# Lijiang
Lijiang (chiń. upr. 丽江; chiń. trad. 麗江; pinyin Lìjiāng) – miasto o statusie prefektury miejskiej w południowych Chinach, w prowincji Junnan. Prefektura miejska w 1999 roku liczyła 1 092 528 mieszkańców. Ośrodek rzemiosła (wyroby z miedzi, brązu i srebra) oraz przemysłu włókienniczego i spożywczego.
Miasto wyraźnie dzieli się na dwie części – zabytkową starówkę i nowe dzielnice. W czasie trzęsienia ziemi w 1996 roku o sile ponad 7 stopni w skali Richtera duża część nowych dzielnic uległa całkowitemu zniszczeniu, a stare dzielnice doznały poważnych uszkodzeń. Na odnowienie budynków przeznaczono miliony juanów, a władze zdecydowały o odbudowie miasta w starym stylu architektonicznym miejscowego ludu Naxi. Było to podyktowane faktem, że tradycyjne rozwiązania budowlane znacznie lepiej stawiły czoła trzęsieniu ziemi. 

## Stare miasto
Stare miasto w Lijiang jest labiryntem wąskich uliczek i kanałów. Ulice wyłożone są kostką brukową, zaś nad kanałami poprzerzucano kamienne mosty. Żywe są tu też wielowiekowe tradycje – w końcu marca lub na początku kwietnia odbywają się tu obchody tradycyjnego Święta Urodzaju, zaś w lipcu Święta Pochodni.
W 1997 roku organizacja UNESCO wpisała zabytkowe dzielnice Lijiang na listę światowego dziedzictwa kultury.

## Heilongtan Gongyuan
Heilongtan Gongyuan (黑龙潭公园, Park Stawu Czarnego Smoka) położony jest na północnych krańcach miasta. Jest to miejsce chętnie odwiedzane przez turystów ze względu na okolice nadające się do spacerów oraz tutejsze krajobrazy – roztacza się stąd widok na masyw Yulong Xueshan (玉龙雪山, Śnieżna Góra Nefrytowego Smoka).
Na północ Yulong Xueshan, 60 km na północ od miasta znajduje się przełom Jangcy, jedna z ważniejszych atrakcji turystycznych okolic Lijiangu  – Wąwóz Skaczącego Tygrysa.

## Miasta partnerskie
- Kazań, Rosja
- Roanoke, Stany Zjednoczone
- Takayama, Japonia
- Zermatt, Szwajcaria